# Chantage (film, 1929)
Pour les articles homonymes, voir Chantage (homonymie) et Blackmail.
Pour plus de détails, voir Fiche technique et Distribution.
Chantage (Blackmail) est un film britannique réalisé par Alfred Hitchcock, sorti en 1929. Il s'agit du premier film parlant britannique.

## Synopsis
Le détective de Scotland Yard Frank Webber accompagne sa fiancée, Alice White, dans un salon de thé. Ils se disputent et Alice part avec Mr. Crewe, un artiste qu'elle avait auparavant accepté de rencontrer. À son studio, Crewe chante Miss Up-to-Date en s'accompagnant au piano. Alice flirte innocemment avec l'artiste, qui la convainc d'essayer une robe. Mais, dès le moment où elle s'est changé, l'homme l'agresse. Il la traîne jusqu'au lit et tente de la violer. Alice saisit un couteau de cuisine, qui se trouve à sa portée, et frappe son assaillant à mort… Après avoir tâché de dissimuler toute trace de sa présence dans l'appartement, Alice quitte les lieux. Elle ne s'est pas rendu compte, cependant, qu'elle a oublié ses gants. Le lendemain, Frank, chargé de l'affaire, découvre l'un des gants. Il réalise qu'il appartient à Alice et décide de se rendre dans le magasin du père de celle-ci pour la trouver. Le couple est surpris par un dénommé Tracy, un voleur à la petite semaine qui a surpris Alice dans l'appartement de l'artiste. L'homme essaye de les faire chanter, mais Frank le défie. Un retournement de situation intervient quand la concierge de l'artiste, qui a vu Tracy sur les lieux du crime, identifie celui-ci. Alors, il devient le principal suspect. Il prend la fuite, mais la police est à ses trousses. Il parvient, en hurlant, jusque sur le dôme du British Museum mais, finalement, il se tue en tombant à travers un panneau vitré du dôme. Alice éprouve l'envie de confesser son crime et se rend à Scotland Yard. Elle tente de s'adresser à l'inspecteur principal, mais Frank l'en empêche, et c'est en compagnie de ce dernier qu'elle repart.

## Analyse

### Le contexte
Le 7 juillet 1928, Hitchcock connaît l'une de ses plus grandes joies : sa femme, Alma, lui donne une fille, Patricia.
En juillet et août de cette même année, peu maître de ses choix, il doit, sans grand plaisir, se résoudre à tourner The Manxman, un mélo dont le résultat n'enchantera guère son producteur John Maxwell, au point que celui-ci en reporta la sortie jusqu'à l'année suivante, en 1929. Le film, cependant, obtient un certain succès.
Hitchcock restait, toutefois, sur une note amère ; il voulait absolument rebondir avec son film suivant. C'est ce qu'il fit en tournant son dernier film muet, qui fut aussi le premier film parlant de l'histoire du cinéma anglais.

### Le scénario
« L'idée était de montrer le conflit entre l'amour et le devoir.[Qui ?] »
John Maxwell, qui surveillait les théâtres londoniens, repéra une pièce intitulée Blackmail, signée Charles Bennett, et qui remportait un grand succès dans le West End. Il en acquit les droits et la confia au réalisateur. Le côté policier de l'intrigue n'était pas pour déplaire à Hitchcock : Les Cheveux d'or (The Lodger), sa première incursion dans le genre, avait obtenu un franc succès tant critique que public.
Hitchcock s'enferma donc dans la maison qu'il venait d'acquérir à Shamley Green, à une cinquantaine de kilomètres de Londres, en compagnie de l'auteur de la pièce, afin de mettre au point le scénario. Cela n'allait pas être la dernière collaboration entre les deux hommes, car Bennett, doué d'un sens exceptionnel de la dramaturgie, allait par la suite travailler également à l'écriture de plusieurs autres films de Hitchcock, depuis L'Homme qui en savait trop jusqu'à Correspondant 17.
Le scénario fut achevé au bout de quelques jours et, dès novembre 1928, tout était prêt pour le tournage. Après avoir lu le script, Maxwell était enthousiaste, mais demanda néanmoins que soit modifiée la fin, qu'il trouvait trop noire. Ainsi, dans le scénario d'origine, après la course-poursuite avec le maître chanteur, Alice était arrêtée et le jeune homme était contraint de répéter la première scène dans les moindres gestes : menottes, identité judiciaire… Ensuite, il retrouvait son collègue plus âgé dans les lavabos, lequel, ignorant de l'histoire, demandait : « Vous sortez avec votre amie, ce soir ? » Ce à quoi l'autre répondait : « Non, non, je rentre à la maison », et c'est ainsi que le film devait se terminer.

### La distribution
Après l'accord des responsables du studio, Hitchcock peut mettre sa distribution au point. Nous sommes alors en février 1929. Pour le premier rôle, il choisit Anny Ondra — star tchécoslovaque venue d'Allemagne tenter sa chance en Grande-Bretagne — qui venait de jouer dans son film précédent. Elle allait donner la réplique à John Longden, qui tournera ensuite cinq fois avec Hitchcock. À propos de ce duo, Eric Rohmer et Claude Chabrol diront qu'« ils atteignirent une qualité de jeu meilleure que dans les films muets précédents ».
Et le rôle du peintre séducteur amant et tentateur allait être confié à Cyril Ritchard, danseur vedette de comédies légères et musicales, jouissant d'une réputation de charmeur auprès du public.

### Le tournage du premier film parlant britannique
Quand Hitchcock commence le tournage, le premier film parlant, Le Chanteur de jazz d'Alan Crosland, était déjà sorti aux États-Unis depuis quelques mois. Il constata que cette possibilité changerait radicalement le cinéma. Il aurait aimé expérimenter cette nouvelle technique mais personne ne disposait, en Angleterre, du matériel nécessaire, et très peu de salles étaient équipées pour exploiter de tels films. Pendant le tournage il s'arrangera pour qu'on voie le moins possible la bouche des acteurs, au cas où le matériel adéquat arriverait entre la fin du tournage et la sortie.
Fin avril 1929, la plupart des scènes étaient en boîte. C'est alors que John Maxwell fait une surprise à son réalisateur : il lui montre, dans les studios de la BIP, le studio d'enregistrement RCA du son directement importé des États-Unis qu'il venait d'acquérir.
La version muette étant terminée, Maxwell et Hitchcock décidèrent de la diffuser à la date prévue tout en travaillant à une version parlante.
Il revint donc à Hitchcock de réaliser le premier film parlant de l'histoire du cinéma national britannique malgré les réserves de certaines critiques qui disaient : « Le parlant va tuer le cinéma, de cette façon de jouer des lumières et du montage pour que tout soit compris sans qu’un mot soit dit ou le moins possible, il va perdre sa dimension universelle… »
En théorie, l'idée était séduisante, mais le travail d'adaptation sonore soulevait quelques problèmes. À cette époque, évidemment, rien n'était conçu pour le parlant. La post-synchronisation n'existait pas et il était impossible d'ajouter du son aux plans déjà tournés. Il fallait entièrement les tourner à nouveau.
Seules certaines scènes, en réalité, furent refaites ; pour s’en convaincre, il suffit de comparer cette version avec la seule copie muette encore existante conservée au British Film Institute. Donald Spoto, le biographe du cinéaste, qui a eu la possibilité de visionner les deux versions, est formel : « Hitchcock n'a refait qu'un très petit nombre de séquences accompagnées d'effets musicaux et sonores enregistrés en son direct. »
Les scènes qui furent à nouveau intégralement tournées sont celles de l'atelier du peintre, de la chambre d'Alice — quand elle rentre au petit matin et que les canaris sifflent à tue-tête —, et du petit-déjeuner avec la voisine commère qui ne cesse de répéter le mot « couteau ».
Chantage est une œuvre expérimentale, dans tous les sens du terme. L'équipe de tournage dut s'adapter à la technique du parlant. À cette époque, les caméras n'étaient pas équipées de silencieux et elles produisaient un bourdonnement contenu et puissant. Il fallait donc les isoler dans une cabine insonorisée, ce qui entraînait une certaine rigidité dans la mise en scène. Les acteurs eux-mêmes durent se plier aux exigences de cette nouvelle installation. Le microphone était accroché dans une caisse en bois qu’un technicien tenait au-dessus des acteurs.
L’arrivée du parlant fut fatale à certains acteurs. Ainsi, l’inspecteur en chef de la version muette fut remplacé et un gros problème se présenta avec l’actrice principale. En effet, Anny Ondra, fille d’un boutiquier de Chelsea dans le film, avait dans la réalité un fort accent de Mitteleuropa. Elle dut passer un bout d’essai, aujourd’hui célèbre, avec Hitchcock en personne :
Il s’avéra, et Anny Ondra en convint, qu’elle ne pouvait pas tenir le rôle. Tourner ses scènes revenait à tourner à nouveau tout le film. Hitchcock contourna le problème, en plaçant l’actrice Joan Barry — qui allait être la vedette d’À l'est de Shanghaï deux ans plus tard — dans la cabine son. Barry récitait le dialogue qu’Ondra se contentait de mimer devant la caméra. C’est la post-synchronisation que Hitchcock inventait là !

### Le langage hitchcockien dansChantage
Dans un film d'Hitchcock, chaque détail est mis à contribution, et rien n'est laissé au hasard. Le langage hitchcockien est déjà fixé à cette époque. Ainsi, durant l'errance d'Alice, celle-ci croise une enseigne publicitaire pour du gin annonçant qu’il est « d’une pureté blanche » ; une évocation évidente du patronyme d’Alice : White (blanc) et de la situation dans laquelle elle se retrouve. On découvre des éléments qui seront la marque du style de l’auteur, dès la scène du meurtre — un gros plan sur l'arme du crime, l’importance soulignée des mains, les images mises en parallèle —, et jusqu’au morceau de bravoure qui préfigure le final de La Mort aux trousses : la course poursuite sur le dôme du British Museum.
La mise en scène reste fortement influencée par l'expressionnisme : jeux d'ombres et de lumières, images obsessionnelles : quand le peintre s'approche d'Alice pour préparer son forfait, une ombre vient lui dessiner une moustache baroque. Pour Hitchcock, il s’agissait là d’un clin d’œil d’adieu au muet — dans les films muets, le méchant était généralement moustachu — et, quand Alice décide de se rendre à la police pour avouer son crime, on voit sur son cou apparaître une ombre qui vient comme pour l’étrangler.
Pour les scènes à l'intérieur du musée, Hitchcock doit innover. En effet, comme il le confirmera à François Truffaut : « Il n'y avait pas assez de lumière. Il fallut trouver un autre moyen de tourner ces scènes : nous nous sommes servi du procédé Shuftan ». Petite explication : en 1927, Fritz Lang venait de réaliser un film qui allait très vite devenir une référence : Metropolis. Sur le tournage, le réalisateur charge Eugen Schüfftan (1893-1977) de la mise au point des effets spéciaux ; ce dernier élabore ainsi un procédé de trucage qui porte son nom américanisé et qui sera beaucoup utilisé. Hitchcock, en application de ce procédé, fit placer un miroir sous un angle de 45 degrés dans lequel une photo du décor du musée se reflétait – il fit réaliser des photos nécessitant des temps de pause de 30 minutes de 9 endroits différents. Hitchcock racontera à François Truffaut qu'il tourna les scènes truquées à l'insu des producteurs car il craignait que ceux-ci, ignorant le précédé Shuftan, ne se méfiassent.
Chantage va faire comprendre à Alfred Hitchcock que la veine policière est celle qui convient le mieux à son cinéma. Ce film est d’une amoralité totale : le coupable n’est pas puni, et un innocent meurt… Hitchcock, qui n'est alors encore qu'un jeune réalisateur, va très loin. Ce film est construit sur des oppositions : le montré et le caché, le dit et le non dit. Ce qu’on ne voit pas devient plus inquiétant que ce qu’on voit : ainsi, dans la scène du meurtre, il se permet un montage dans le même plan, créant une ellipse, une formule qui deviendra récurrente dans ses œuvres. Chantage est la matrice quasi définitive de tout le grand cinéma d’Hitchcock, tel qu'il éclatera dans les années qui suivront.

### L'utilisation du son dansChantage
Hitchcock ne voyait pas le son comme un gadget supplémentaire, mais comme une façon de renforcer le suspense. John Longden en témoigne : « Alfred Hitchcock discernait les possibilités du son et il les a expérimentées d’emblée avec des effets qui étaient très en avance sur leur temps. On pourrait dire qu’il a créé le prototype du film parlant dramatique. Je me souviens d’une scène où, jouant mon rôle de policier, je devais arpenter une pièce d’un air faussement nonchalant, tout en y cherchant des indices. Soucieux de préserver la tension, Hitch ne voulait pas d’accompagnement musical pour cette séquence, mais il eut l’idée de me faire siffloter un air. À cette époque, The Singing Fool (le fou chantant) remportait un énorme succès et les chansons d’Al Jolson étaient sur toutes les lèvres. Hitch m’a donc fait siffloter l’air de Sonny Boy. À mon sens, rien n’est plus typiquement hitchcockien que les pieds de nez de ce genre. »
Dans Blackmail, le son construit le film autant que l'image. Ainsi, dans la scène de l'atelier, quand le peintre se met à chantonner au piano une chanson grivoise, Hitchcock cherche à renforcer le suspense en préparant la scène qui suit : la tentative de viol et le meurtre qui en découle. Le refrain chanté par le peintre se veut prémonitoire : « Aujourd'hui vous êtes amoureux de deux yeux gris qui président une journée affreuse… »
L'utilisation la plus spectaculaire du son intervient, toutefois, lors de la séquence où une cliente débarque dans la cuisine, au moment où Alice prend son petit-déjeuner en famille : « Tuer un homme de cette façon !, s'écrie-t-elle. Avec un couteau. Un bon coup sur le crâne avec une brique passe encore, c'est tellement plus anglais ! Mais un couteau ! Un couteau, non, ça ne se fait pas ! Et puis, un couteau, faut savoir le manier. Il y a couteau et couteau, vous comprenez. À Chelsea, personne ne se balade avec un couteau. » Alors, sa voix s'estompe peu à peu et seul le mot « couteau » (knife) reste audible, envahissant et obsédant. Hitchcock, ainsi, nous plonge dans l'univers sonore d'Alice, et crée « la première expérience de son subjectif ». La chute de la scène ne manque pas d'humour : le père d'Alice demande à sa fille de couper une tranche de pain, mais le couteau lui échappe des mains. Au même moment, la voisine éructe un dernier « couteau ».
Le travail sur les enchaînements est particulièrement soigné. Et l'on peut admirer la manière dont Hitchcock raccorde, sur un cri, le plan où Alice se trouve brutalement face à face avec un clochard allongé dans la même position que le peintre mort et le plan de la femme de ménage découvrant le cadavre. Éric Rohmer et Claude Chabrol notent qu'Hitchcock parvient à rendre tangible l'inexprimable à l'aide d'un simple petit bruit, comme dans la scène où Alice, le lendemain du crime, voit entrer son fiancé détective dans la boutique paternelle. Elle devine, sur son visage, les soupçons qui le bouleversent et la sonnette de la porte résonne dans sa tête comme un glas.

## Réception critique
À la sortie du film dès sa version muette, la presse est enchantée par l'opposition entre le devoir et l'amour et, plus précisément, « l'amour opposé au devoir ». On retrouve l'opposition hitchcockienne entre la société et l'individu : la société oblige Franck à dénoncer sa fiancée, son amour l'en empêche.
Et le public suivit. Dès sa sortie en juin 1929, Chantage connaît un véritable triomphe. Pourtant, les spectateurs britanniques avaient manifesté les plus extrêmes réserves face au parlant, se plaisant à se moquer de l'accent yankee des comédiens américains.
À partir de ce moment, Hitchcock est considéré comme le plus grand réalisateur britannique. La publicité faite autour de ce film lui permet même de s'offrir le luxe d'engager un attaché de presse personnel. Avec lui, il peut atteindre l'objectif qu'il s'était fixé, à savoir être libre et indépendant dans son action, en fondant une société à responsabilité limitée : la Hitchcock Baker Ltd. Encore une fois, il innovait en devenant le premier cinéaste à se le permettre en Europe, à l'instar de Charlie Chaplin, aux États-Unis. On dit, d’ailleurs, que Chaplin aurait pensé à une séquence de Chantage lorsque, dans Les Temps modernes, son personnage de Charlot profite de son arrestation pour commander un cigare payé par la police.

## Fiche technique
- Titre : Chantage
- Titre original : Blackmail
- Réalisation : Alfred Hitchcock
- Scénario : Alfred Hitchcock et Michael Powell (non crédité), adapté de la pièce de Charles Bennett, Blackmail
- Dialogues : Benn Levy
- Production : John Maxwell
- Musique : Jimmy Campbell, Reg Connelly et Hubert Bath (non crédité)
- Photographie : Jack E. Cox
- Direction artistique : C. Wilfred Arnold et Norman G. Arnold (non crédité)
- Montage : Emile de Ruelle
- Société de production : British International Pictures
- Sociétés de distribution : Wardour Films ( Royaume-Uni), Sono Art-World Wide Pictures ( États-Unis)
- Pays de production : Royaume-Uni
- Langue : anglais
- Format : Noir et Blanc - 1,20 : 1 - 35 mm - Mono (R.C.A. Photophone System)
- Genre : Thriller
- Durée : 84 minutes
- Dates de sortie :
  - Royaume-Uni : 30 juin 1929
  - États-Unis : 6 octobre 1929

## Distribution
- Anny Ondra : Alice White
- John Longden : l'inspecteur Frank Weber
- Donald Calthrop : Tracy, le maitre chanteur
- Cyril Ritchard : Mr. Crewe, l'artiste-peintre
- Sara Allgood : Mrs. White, la mère d'Alice
- Charles Paton : Mr. White, le père d'Alice
- Hannah Jones : Mrs. Humphries, la logeuse de Crewe
- Harvey Braban : l'inspecteur-chef (version sonore)
- Ex-Detective Sergeant Bishop : le sergent-inspecteur

Non crédités
- Joan Barry : Alice White (voix)
- Jonny Butt : un sergent
- Phyllis Konstam : la voisine bavarde
- Sam Livesey : l'inspecteur-chef (version muette)
- Phyllis Monkman : une commère
- Percy Parsons : l'escroc
- Alfred Hitchcock : l'homme dans le métro importuné par l'enfant

## Autour du film
- Lors d’une visite de la duchesse Elizabeth d’York, future Queen Mum, sur la plateau, Hitchcock a fait une entorse à l’étiquette en lui faisant ôter son chapeau : il lui a coiffé les écouteurs.
- Des séquences documentaires avec de vrais policiers furent insérées au montage.
- Le caméo d'Hitchcock dans ce film est l'un des plus célèbres de la filmographie : Hitchcock essaye de lire dans le métro, mais un enfant vient le perturber.

### Vidéographie
- zone 2 : Alfred Hitchcock, Les Premières Œuvres, 1929-1931 : Chantage, The Skin Game, Meurtre, StudioCanal, 2005,  (EAN 3-259130-224207) — Édition collector 2 dvd, avec une présentation de chaque film par Noël Simsolo, les essais d'Anny Ondra pour le présent film, un documentaire de 52 minutes A. Hitchcock: les films de jeunesse, avec Claude Chabrol et Bernard Eisenschitz…